# Haliplus salmo
Haliplus salmo är en skalbaggsart som beskrevs av Wallis 1933. Haliplus salmo ingår i släktet Haliplus och familjen vattentrampare. Inga underarter finns listade i Catalogue of Life.